# Mreżiczko (obwód Kyrdżali)
Mreżiczko (bułg. Мрежичко) – wieś w Bułgarii, w obwodzie Kyrdżali, w gminie Dżebeł. Według danych szacunkowych Ujednoliconego Systemu Ewidencji Ludności oraz Usług Administracyjnych dla Ludności, 15 czerwca 2020 roku miejscowość liczyła 143 mieszkańców.